# Cyclosa turbinata
Cyclosa turbinata là một loài nhện trong họ Araneidae.
Loài này thuộc chi Cyclosa. Cyclosa turbinata được Charles Athanase Walckenaer miêu tả năm 1842.